# نويفي كالينيف
نويفي كالينيف هي مدينة من مدن أوكرانيا. يبلغ عدد سكانها 4105 نسمة وذلك حسب إحصائيات سنة 2013. تبلغ مساحتها 2.10 كم².